# BMW 503
BMW 503 je sportski automobil 2+2 konfiguracije sjedenja kojeg je BMW proizvodio od 1956. do 1959. BMW-ov OHV V8 s 3,2 litre obujma je razvijao 140 ks, ubrzanje do 100 km/h je iznosilo 13 sekundi a najveća brzina iznosi 190 km/h. Proizveden je u 551 primjerak, od čega 412 coupe-a i 139 kabrioleta. 503 je uz BMW 507 vrlo rijedak.